# Faléa
Faléa is een gemeente (commune) in de regio Kayes in Mali. De gemeente telt 17.500 inwoners (2009).
De gemeente bestaat uit de volgende plaatsen:
- Bassara
- Darsalam
- Faléa
- Farindina
- Foudenta
- Foulaguiné
- Héra-Madina
- Illimalo
- Kally
- Kambaya
- Kondoya
- Konissaya
- Koufoulabé
- Koumassi
- Mangalabé
- Nertindé
- Simbarakouré
- Siribaya
- Sitadina
- Soléa
- Willy-Willy